# Fernand Boudeville
Pour les articles homonymes, voir Boudeville (homonymie).
Fernand Boudeville, né le 17 juillet 1843 à Paris et mort le 9 juin 1927 dans sa ville natale, est un journaliste français.

## Biographie
Né le 17 juillet 1843 dans l'ancien 11e arrondissement de Paris, Fernand-Thérèse Boudeville est le fils de Julienne-Rosalie Munerel et d'Adolphe Boudeville, ingénieur des Ponts et Chaussées. Élève des lycées Louis-le-Grand et Bonaparte (Condorcet), Fernand Boudeville se destine d'abord à la carrière diplomatique avant de se consacrer au journalisme à la fin du Second Empire.
En 1867, il entre ainsi à L'Époque, où il travaille sous la direction de Clément Duvernois. En 1869, il suit Duvernois au Peuple français, un autre journal bonapartiste proche du pouvoir. En juin 1870, afin de pouvoir critiquer librement le gouvernement Émile Ollivier, Duvernois quitte Le Peuple français. Il est suivi par Boudeville et par sept autres membres de la rédaction (F. Castanet, Justin Dromel, Charles Gaumont, Eugène Grimont, Émile Hémery, Romary Leguevel de La Combe (d) et A. Potier).
En août 1870, Boudeville devient le secrétaire ainsi que le sous-chef de cabinet de Duvernois au ministère de l'Agriculture et du Commerce (gouvernement Charles Cousin-Montauban). À la même époque, il est désigné agent délégué pour les approvisionnements de Paris.
Réfugié quelque temps en Suisse après la chute de l'Empire, Boudeville fonde à Montauban L’Électeur du Tarn-et-Garonne, qu'il dirige entre 1874 et 1881. Après être passé par la rédaction du Napoléon, il s'occupe d'autre journaux de province tels que Le Publicateur de Béziers, Le Patriote des Pyrénées-Orientales ou L'Armorique de Saint-Brieuc, dont il prend la direction en 1885.
Il a également collaboré aux journaux bonapartistes L'Ordre et Le Pays.
En 1893, Fernand Boudeville a été nommé vice-consul par intérim à Port-Bou.
Veuf en premières noces de Marie-Jeanne-Virginie Testut (1852-1902), il se remarie avec une couturière, Alida Béarbe, de 48 ans sa cadette.
Il meurt le 9 juin 1927 à son domicile du no 43 de la rue de Fécamp. Après une cérémonie à Notre-Dame de Bercy, il est inhumé le 11 juin au cimetière du Père-Lachaise (59e division).